# Nederlands kampioenschap dammen 1911
Het Nederlands kampioenschap dammen van 1911 telde zes deelnemers. Jack de Haas behaalde de eerste plaats. De tweede plaats ging naar Herman Hoogland. Het toernooi werd gehouden in van 26 november tot 24 december 1911. Er werden tien partijen per persoon gespeeld, tegen elke tegenstander eenmaal met wit en eenmaal met zwart.

## Resultaten
| Plaats | Naam                   | Punten |
| ------ | ---------------------- | ------ |
| 1      | Jack de Haas           | 17     |
| 2      | Herman Hoogland        | 14     |
| 3      | Henri J. van den Broek | 12     |
| 4      | Carel George Vervloet  | 7      |
| 5      | A.C. van Wageningen    | 7      |
| 6      | J. Noome Mzn           | 3      |

1902 · 
1904 · 
1908 · 
1911 · 
1913 · 
1916 · 
1919 · 
1920 · 
1921 · 
1922 · 
1923 · 
1924 · 
1925 · 
1926 · 
1927 · 
1929 · 
1930 · 
1931 · 
1932 · 
1933 · 
1934 · 
1935 · 
1936 · 
1937 · 
1938 · 
1939 ·
1940 · 
1941 · 
1942 · 
1943 · 
1944 · 
1946 · 
1948 · 
1949 ·
1950 · 
1951 · 
1952 · 
1953 · 
1954 · 
1955 · 
1956 · 
1957 · 
1958 · 
1959 · 
1960 · 
1961 · 
1962 · 
1963 · 
1964 · 
1965 · 
1966 · 
1967 · 
1968 · 
1969 · 
1970 · 
1971 · 
1972 · 
1973 · 
1974 · 
1975 · 
1976 · 
1977 · 
1978 · 
1979 · 
1980 · 
1981 · 
1982 · 
1983 · 
1984 · 
1985 · 
1986 · 
1987 · 
1988 · 
1989 · 
1990 · 
1991 · 
1992 · 
1993 · 
1994 · 
1995 · 
1996 · 
1997 · 
1998 · 
1999 · 
2000 · 
2001 · 
2002 · 
2003 · 
2004 · 
2005 · 
2006 · 
2007 · 
2008 · 
2009 · 
2010 · 
2011 · 
2012 · 
2013 · 
2014 · 
2015 · 
2016 · 
2017 · 
2018 · 
2019 · 
2020 · 
2021 · 
2022 · 
2023